# Лицевой летописный свод
Лицево́й летопи́сный свод (Лицевой летописный свод Ивана Грозного, «Царь-книга») — летописный свод событий мировой и особенно русской истории, создан, вероятно, в 1568—1576 годы специально для царской библиотеки в единственном экземпляре. Слово «лицевой» в названии Свода означает иллюстрированный, с изображением «в лицах» (с миниатюрами).
Состоит из 10 томов, содержащих около 10 тысяч листов тряпичной бумаги, украшенных более чем 16 тысячами миниатюр. Охватывает период «от сотворения мира» до 1567 года.

## История создания
Свод создан, вероятно, в 1568—1576 годы (согласно некоторым источникам, работа началась в 1540-х годах) по заказу Ивана Грозного, в Александровской слободе, бывшей тогда резиденцией царя. В работе принимал участие, в частности, Алексей Фёдорович Адашев.
Около 1575 года в текст внесены правки, касающиеся царствования Ивана Грозного.
Первоначально свод не был переплетён — переплёт осуществлялся позже, в разное время.
Свод долгое время хранился в царской книгохранительнице, в 1683 году передан в Мастерскую палату и вскоре разрознен на части, каждая из которых имела свою судьбу. Например, сведения о Лицевом Хронографе прослеживаются в каталогах библиотеки Печатного двора (1727 и около 1775). В 1786 году этот том фигурирует в описи книг Типографской библиотеки, предназначенных для передачи в Синодальную библиотеку. В начале XIX века том принадлежал греческому дворянину Зою Павловичу Зосиме, крупному коммерсанту и благотворителю.
Б. М. Клосс охарактеризовал Свод как «самое крупное летописно-хронографическое произведение средневековой Руси».
Миниатюры из Свода широко известны и применяются как в виде иллюстраций, так и в искусстве.

## Тома
Единственный экземпляр Свода хранится раздельно, в трёх местах:
- Государственный исторический музей (тома 1, 9, 10)
- Библиотека Российской академии наук (тома 2, 6, 7)
- Российская национальная библиотека (тома 3, 4, 5, 8)

Тома сгруппированы в относительно хронологическом порядке:
- Библейская история
- История Рима
- История Византии
- Русская история

## Содержание
| Илл. | Название                                                         | Описание                    | Содержание |
| ---- | ---------------------------------------------------------------- | --------------------------- | --- |
|      | Музейский сборник (ГИМ, Муз. 358)                                | 1031 листов, 1677 миниатюр  | Изложение священной, древнееврейской и древнегреческой истории от сотворения мира до разрушения Трои в XIII веке до н. э. |
|      | Хронографический сборник (БАН, П1. Б. №76 17.17.9)               | 1469 листов, 2549 миниатюр  | Изложение истории древнего Востока, эллинистического мира и древнего Рима с XI в. до н. э. до 70-х годов I века н. э.     |
|      | Лицевой хронограф (РНБ) (онлайн)                                 | 1217 листов, 2191 миниатюра | Изложение истории древнеримской империи с 70-х годов I века до 337 года и византийской истории до X века.                 |
|      | Голицынский том (Царственный летописец) (РНБ, F.IV.225) (онлайн) | 1035 листов, 1964 миниатюры | 1114—1247 года и 1425—1472 года, Россия                                                                                   |
|      | Лаптевский том (РНБ, F.IV.233) (онлайн)                          | 1005 листов, 1951 миниатюра | 1116—1252 года |
|      | Остермановский первый том (БАН, 31.7.30-1)                       | 802 листов, 1552 миниатюры  | 1254—1378 года |
|      | Остермановский второй том (БАН, 31.7.30-2)                       | 887 ллистов, 1581 миниатюра | 1378—1424 года |
|      | Шумиловский том (РНБ, F.IV.232) (онлайн)                         | 986 листов, 1893 миниатюры  | 1425 год, 1478—1533 года                                                                                                  |
|      | Синодальный том (ГИМ, Син. №962)                                 | 626 листов, 1125 миниатюр   | 1533—1542 года 1553—1567 года                                                                                             |
|      | Царственная книга (ГИМ, Син. №149)                               | 687 листов, 1291 миниатюра  | 1533—1553 |

Предполагается, что не сохранилось начало и завершение этой летописи, а именно — Повесть временных лет, часть истории царствования Иоанна Грозного, а также некоторые другие фрагменты.

### Факсимильное издание
В 2004 году специально созданное для выпуска факсимильного издания Лицевого летописного свода издательство «Актеон» начало подготовку к выпуску Свода. В 2008 году тиражом 50 экземпляров выпущено полное факсимильное издание Свода. Факсимиле представляет собой 19 факсимильных книг и 11 сопроводительных томов с описанием рукописей и транслитерацией текста. В 2014 году началась подготовка к выпуску цифровой версии этого издания Свода.
| Мировая история | Русская история |
| --- | --- |
| - Музейский сборник - Книга 1 - Библейская история. - Книга 2 - Библейская история. - Книга 3 - Библейская история. - Книга 4 - Библейская история. - Книга 5 - Троя. - Книга 6 - Александр Македонский. - Книга 7 - Иудейская война. - Книга 8 - Рим. Византия. (87-460 гг. от В.Х.). - Книга 9 - Рим. Византия. (460-805 гг. от В.Х.). - Книга 10 - Рим. Византия. (805-967 гг. от В.Х.). | - Книга 1 - Русь (1114-1151) - Голицынский (1114-1247) - несколько страниц - Лаптевский (1116-1252) - Книга 2 - Русь (1152-1173) - Лаптевский (1116-1252) - несколько страниц - Голицынский (1114-1247) - Книга 3 - Русь (1174-1204) - Лаптевский (1116-1252) - несколько страниц - Голицынский (1114-1247) - Книга 4 - Русь (1205-1216) - Лаптевский (1116-1252) - Книга 5 - Русь (1217-1241) - Лаптевский (1116-1252) - Голицынский (1114-1247) - Книга 6 - Русь (1242-1289) - Лаптевский (1116-1252) - несколько страниц Голицынский (1114-1247) - потом Остермановский-1 (1254-1378) - Книга 7 - Русь (1290-1342) - Остермановский-1 - Книга 8 - Русь (1243-1372) - Остермановский-1 - Книга 9 - Русь (1373-1380) - Остермановский-1 (1254-1378) - потом Остермановский-2 (1378-1424) - Книга 10 - Русь (1381-1392) - Остермановский-2 - Книга 11 - Русь (1393 - 1402) - Остермановский-2 - Книга 12 - Русь (1403 - 1424) - Остермановский-2 - Книга 13 - Русь (1425-1443) - Шумиловский (1425; 1478-1533) - потом Голицынский (1114-1247; 1425-1472) - Книга 14 - Русь (1444-1459) - Голицынский - Книга 15 - Русь (1460-1474) - - Голицынский (1425-1472) - потом Шумиловский (1425 год, 1478—1533 года) - Книга 16 - Русь (1475-1482) - Шумиловский - Книга 17 - Русь (1483-1502) - Шумиловский - Книга 18 - Русь (1503-1527) - Шумиловский - Книга 19 - Русь (1528-1541) - Шумиловский (1478-1533) - потом Царственная книга (1533-1553) - Книга 20 - Русь (1541-1551) - Царственная книга (1533-1553) - несколько страниц Синодальный (1533-1542; 1553-1567) - Книга 21 - Русь (1551-1553) - Царственная книга - Книга 22 - Русь (1553-1557) - Синодальный - Книга 23 - Русь (1557-1567) - Синодальный |

С экземпляром полного факсимильного издания Лицевого летописного свода можно ознакомиться в библиотеке отдела рукописей Государственного Исторического музея в Москве и в Пушкинском доме в Санкт-Петербурге.